# Волчанський трамвай
Волчанський трамвай — діюча трамвайна мережа, що сполучає південну та північну частини міста Волчанськ Свердловської області, Росія. Є однією з найменших трамвайних мереж на території колишнього СРСР. Населення міста станом на 2015 рік складало 9380 мешканців.

## Історія
| Дата               | Хронологія історичних подій |
| ------------------ | --- |
| 1949               | Ропочалося будівництво трамвайної лінії між селищами Волчанка та Лісова Волчанка. |
| 31 грудня 1951     | Відкрився трамвайний рух у Волчанську від Лісної Волчанки до селища Цегельного заводу. У той час Волчанськ ще не мав статусу міста (отримав його тільки 25 січня 1956 року), проте населення досягало 30 тис. мешканців. |
| Восени 1952        | Відкрився трамвайний рух від селища Цегельного заводу до Волчанки. |
| Червень 1953       | Відкриття руху міжміською трамвайною лінією Волчанськ — Карпинськ. |
| 1958               | У районі кільця «Волчанка» побудоване трамвайне депо. |
| Грудень 1959       | Відкрито рух від Волчанки до Розрізу № 5. |
| 22 квітня 1965     | Припинено рух міжміською трамвайною лінією Волчанськ — Карпинськ. Лінія розібрана по причині перегону своїм ходом з Карпинська у Волчанськ екскаватора ЕВГ-15 автошляхом між цими двома містами.                         |
| 1994               | Припинено рух від Волчанки до Розрізу № 5 через постійні крадіжки контактного проводу. |
| 25 червня 2006     | Розібран останній роз'їзд. |
| 2017— червень 2019 | Трамвайний рух здійснюється лише вранці та ввечері у «години пік», рейси1 раз на годину. |
| Червень 2019       | Тимчасово припинено трамвайний рух через будівництво автошляхів. |
| 4 січня 2020       | Відновлено трамвайний рух в місті Волчанськ |

## Маршрут
Трамвайна мережа складається з однієї лінії протяжністю приблизно 8 км.
|  |

|  |  |  |

|  |

|  |

|  |

|  |

|  |

|  |

|  |

|  |

|  |

|  |

|  |

|  |  |  |

|  |  |  |

|  |  |  |

|  |

|  |  |  |

|  |

|  |

|  |

|  |

|  |

|  |

|  |

|  |

|  |

|  |

|  |

|  |  |  |

|  |  |  |

|  |  |  |

## Рухомий склад

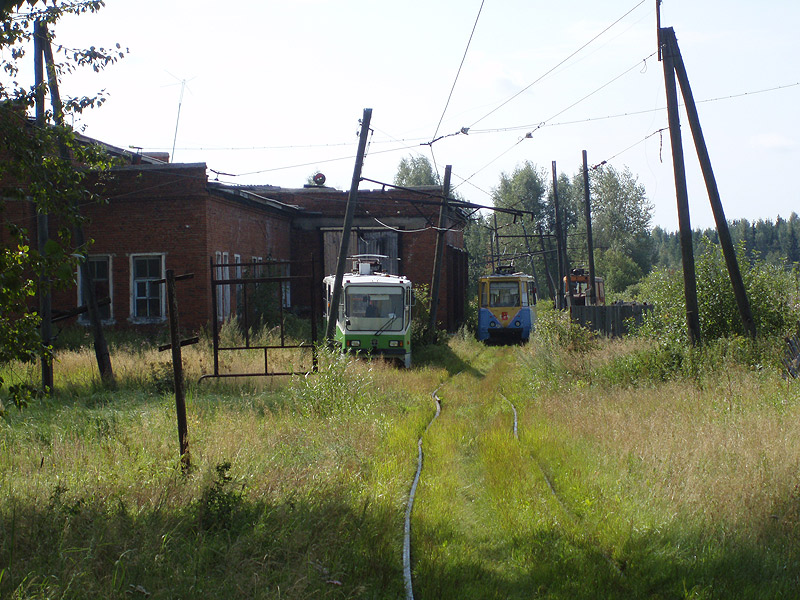
Трамвайне депо

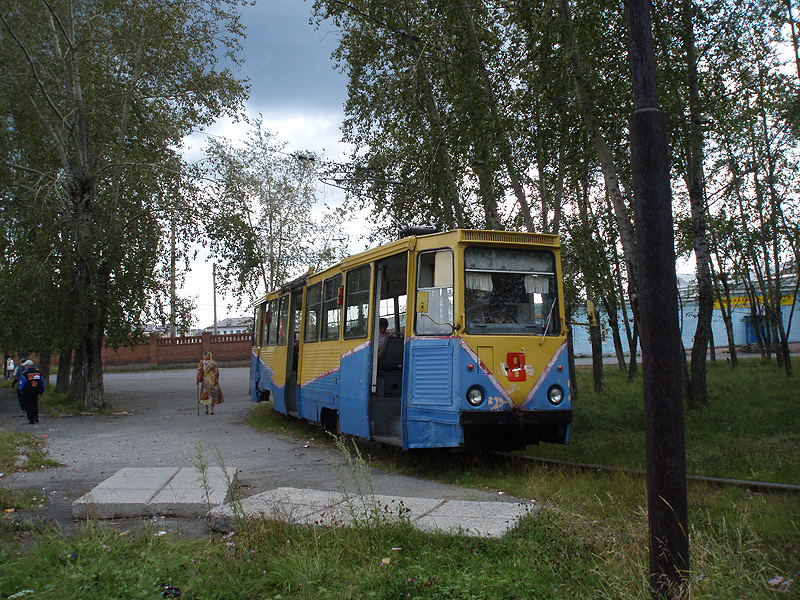
71-605 (КТМ-5М3) № 8

Станом на 1 січня 2020 року на балансі трамвайного парку 2 пасажирських вагонів, 1 з них моделі 71-619КТ (2007 року випуску) та 1 моделі 71-608КМ (2000 року випуску). Більш старі вагони моделі 71-605 виведені з пасажирської експлуатації, один такий вагон залишився в якості службового. Вагон моделі 71-402 (2005 року випуску) пропрацював всього 4 роки, у 2016 році списаний.
| Статистика рухомого складу станом на 1 січня 2020 року | Статистика рухомого складу станом на 1 січня 2020 року | Статистика рухомого складу станом на 1 січня 2020 року |
| Тип моделі                                             | Кількість вагонів                                      | Бортовий номер                                         |
| Пасажирський                                           | Пасажирський                                           | Пасажирський                                           |
| ------------------------------------------------------ | ------------------------------------------------------ | ------------------------------------------------------ |
| 71-619КТ                                               | 1                                                      | 3                                                      |
| 71-608КМ                                               | 1                                                      | 1                                                      |
| Всього:                                                | 2                                                      |                                                        |
| Службовий                                              |                                                        |                                                        |
| 71-605 (КТМ-5М3)                                       | 1                                                      | 8                                                      |